# Campeonato Africano de Atletismo de 2022 - Revezamento 4x400 m masculino
A prova dos 4 x 400 metros estafetas masculino do Campeonato Africano de Atletismo de 2022 foi disputada entre nos dias 11 e 12 de junho, no Complexo Esportivo Nacional Cote d'Or, em Saint Pierre, na Maurícia.

## Recordes
Antes desta competição, os recordes mundiais e do campeonato nesta prova eram os seguintes:
|                       | Nome                                                                   | Nacionalidade  | Tempo     | Local     | Data                 |
| --------------------- | ---------------------------------------------------------------------- | -------------- | --------- | --------- | -------------------- |
| Recorde mundial       | Nesta Carter Andrew Valmon Quincy Watts Butch Reynolds Michael Johnson | Estados Unidos | 2m 54s 29 | Estugarda | 22 de agosto de 1993 |
| Recorde do campeonato | Jared Momanyi Alphas Kishoyian Aron Koech Emmanuel Korir               | Quênia         | 3m 00s 92 | Asaba     | 5 de agosto de 2018  |
| Recorde africano      | Isaac Makwala Baboloki Thebe Zibane Ngozi Bayapo Ndori                 | Botswana       | 2m 57s 27 | Tóquio    | 7 de agosto de 2021  |

## Medalhistas
| Ouro | Prata                                                                                | Bronze                                                                                   |
| Botswana · Busang Collen Kebinatshipi · Leungo Scotch · Anthony Pesela · Bayapo Ndori · Maitseo Keitumetse* | Zâmbia · Muzala Samukonga · Kennedy Luchembe · Patrick Kakozi Nyambe · David Mulenga | Nigéria · Johnson Nnamani · Chidi Okezie · Sikiru Adeyemi · Emmanuel Ojeli · Ayo Adeola* |

*Atletas que competiram apenas nas baterias

## Cronograma
Todos os horários são locais (UTC+4).
| Data        | Hora  | Evento  |
| ----------- | ----- | ------- |
| 11 de junho | 17:00 | Bateria |
| 12 de junho | 17:50 | Final   |

## Resultados

### Bateria
Qualificação: 3 atletas de cada bateria (Q) mais os 2 melhores qualificados (q).
| Posição | Bateria | Nacionalidade   | Atletas                                                                       | Tempo   | Notas |
| ------- | ------- | --------------- | ----------------------------------------------------------------------------- | ------- | ----- |
| 1       | 2       | Zâmbia          | Kennedy Luchembe, David Mulenga, Patrick Kakozi Nyambe, Muzala Samukonga      | 3:06.28 | Q     |
| 2       | 2       | África do Sul   | Sabelo Dhlamini, Zakhiti Nene, Johannes Pretorius, Gardeo Isaacs              | 3:08.23 | Q     |
| 3       | 1       | Botswana        | Zibane Ngozi, Leungo Scotch, Maitseo Keitumetse, Bayapo Ndori                 | 3:09.25 | Q     |
| 4       | 2       | Tunísia         | Rami Balti, Abdessalem Ayouni, Mohamed Amine Touati, Mohamed Fares Jlassi     | 3:09.46 | Q     |
| 5       | 2       | Senegal         | Frédéric Mendy, Fallou Gaye, Joseph Amicha Coulibaly, El Hadji Malick Soumaré | 3:10.20 | q     |
| 6       | 2       | Quênia          | Isaac Kirwa, Mike Nyang'au, William Mutunga, William Rayian                   | 3:10.54 | q     |
| 7       | 2       | Namíbia         | Andre Johannes Retief, Ivan Geldenhuys, Ernst Narib, Warren Goreseb           | 3:10.70 |       |
| 8       | 1       | Nigéria         | Johnson Nnamani, Sikiru Adeyemi, Ayo Adeola, Emmanuel Ojeli                   | 3:12.24 | Q     |
| 9       | 1       | Gâmbia          | Modou Sanneh, Modou Lamin Bah, Edrissa Marong, Tony Sylva                     | 3:14.99 | Q     |
| 10      | 1       | Etiópia         | Yobsan Biru, Tolesa Bodena, Yohannes Tefera, Melkamu Assefa                   | 3:16.86 |       |
| 11      | 1       | Ilhas Maurícias | Hans Goodorally, Yohan Murden, Yash Aubeeluck, Sébastien Clarice              | 3:16.94 |       |
| 99      | 1       | Reunião         |                                                                               | DNS     |       |

### Final
A final ocorreu dia 12 de junho às 17:50.
| Posição           | Raia | Nacionalidade | Atletas                                                                       | Tempo   | Notas |
| ----------------- | ---- | ------------- | ----------------------------------------------------------------------------- | ------- | ----- |
| Medalha de ouro   | 3    | Botswana      | Busang Collen Kebinatshipi, Leungo Scotch, Anthony Pesela, Bayapo Ndori       | 3:04.27 |       |
| Medalha de prata  | 4    | Zâmbia        | Muzala Samukonga, Kennedy Luchembe, Patrick Kakozi Nyambe, David Mulenga      | 3:05.53 |       |
| Medalha de bronze | 5    | Nigéria       | Johnson Nnamani, Chidi Okezie, Sikiru Adeyemi, Emmanuel Ojeli                 | 3:07.05 |       |
| 4                 | 1    | Quênia        | Mike Nyang'au, Wiseman Mukhobe, William Mutunga, William Rayian               | 3:09.49 |       |
| 5                 | 8    | Tunísia       | Rami Balti, Abdessalem Ayouni, Mohamed Amine Touati, Mohamed Fares Jlassi     | 3:11.31 |       |
| 6                 | 2    | Senegal       | Joseph Amicha Coulibaly, El Hadji Malick Soumaré, Frédéric Mendy, Fallou Gaye | 3:13.57 |       |
| 7                 | 6    | África do Sul | Sabelo Dhlamini, Gardeo Isaacs, Kabelo Mohlosi, Leroux Hamman                 | 3:14.69 |       |
| 8                 | 7    | Gâmbia        | Modou Sanneh, Tony Sylva, Edrissa Marong, Modou Lamin Bah                     | 3:16.96 |       |

Legenda
| Recorde mundial       | Recorde mundial (World record)               |                       | Recorde africano                      | Recorde africano (African) |                                           | Q | Classificado por posição (Qualified) |
| Recorde do campeonato | Recorde do campeonato (Championship record)  | Recorde da América    | Recorde da América (Americas)         | q                          | Classificado por melhor tempo (Qualified) |   |                                      |
| Melhor marca do ano   | Melhor marca do ano (World leading)          | Recorde asiático      | Recorde asiático (Asian)              | DNS                        | Não largou (Did not start)                |   |                                      |
| Recorde nacional      | Recorde nacional (National record)           | Recorde europeu       | Recorde europeu (European)            | DNF                        | Não terminou (Did not finish)             |   |                                      |
| Recorde pessoal       | Recorde pessoal do atleta (Personal best)    | Recorde da Oceania    | Recorde da Oceania (Oceania)          | DSQ / DQ                   | Desclassificado (Disqualified)            |   |                                      |
| Recorde da temporada  | Recorde da temporada do atleta (Season best) | Recorde sul-americano | Recorde sul-americano (South America) | NM                         | Sem marca (No mark)                       |   |                                      |